# Rómulo Gallegos (Apure)
Rómulo Gallegos is een gemeente in de Venezolaanse staat Apure. De gemeente telt 27.500 inwoners. De hoofdplaats is Elorza.
De gemeente is met een ster vertegenwoordigd in de vlag van Apure.